# Красночабанский
Красночаба́нский — посёлок в Домбаровском районе Оренбургской области. Административный центр Красночабанского сельсовета.

## История
В 1966 году указом Президиума Верховного Совета РСФСР посёлок центральной усадьбы совхоза «Красный Чабан» переименован в Красночабанский.

## Население
| 2010 |
| ---- |
| 604  |

## Улицы
| - ул. Жолдинова, - ул. Новая, - ул. Первая, | - ул. Первомайская, - ул. Советская, - пер. Советский, | - ул. Урожайная, - ул. Целинная, - пер. Целинный. |

## Известные уроженцы
- Жолдинов, Жантас Бахитжанович (1976—1996) — российский военнослужащий, рядовой, Герой Российской Федерации.